# بيل لورانس (صحفي)
بيل لورانس (بالإنجليزية: William Howard Lawrence)‏ هو مراسل عسكري وصحفي أمريكي، ولد في 29 يناير 1916 في لنكن في الولايات المتحدة، وتوفي في 2 مارس 1972 في بدفورد ‏ في الولايات المتحدة بسبب نوبة قلبية.

## وصلات خارجية
- بيل لورانس على موقع IMDb (الإنجليزية)